# Angelo Gigli
Pour les articles homonymes, voir Gigli.
Angelo Gigli, né le 4 juin 1983 à Pietermaritzburg, en Afrique du Sud, est un joueur italien de basket-ball, évoluant aux postes d'ailier fort et de pivot.

## Carrière

### Palmarès
- Vainqueur de la coupe d'Italie 2006 (Benetton Trévise)
- Vainqueur de la supercoupe d'Italie 2007 (Benetton Trévise)